# Elxleben (Landkreis Sömmerda)
Elxleben (auch Elxleben an der Gera genannt, zur Unterscheidung von Elxleben am Steiger) ist eine Gemeinde im Landkreis Sömmerda in Thüringen. Sie ist erfüllende Gemeinde für die Nachbargemeinde Witterda.

## Geografie
Elxleben liegt nördlich der Landeshauptstadt Erfurt an der Bundesstraße 4.

## Geschichte

Karte von Elxleben (1843)

Ein in der Elxlebener Gemarkung befindlicher Grabhügel deutet auf eine frühe Besiedlung des Gebiets hin. Er war mit einem gut erhaltenen Skelett belegt. Es war wohl eine neolithische, schnurkeramische Kernbestattung mit einem Wendelring. Nachbestattungen sprechen für das Wiederbeleben der Beerdigungstraditionen. Dieser Platz deutet auch auf kultische Motive.
Eine Legende aus der Zeit Karls des Großen erwähnt im Zusammenhang mit der Aufteilung Thüringens nach der Unterwerfung der Wenden einen Ort Ebbesschleben, was als das heutige Elxleben gedeutet wird. Der Name ist jedenfalls germanischen Ursprungs, wie auch der Ort. Eine nachweislich urkundliche Erwähnung fällt auf den 22. Oktober 973 im Rahmen eines Gütertauschs zwischen dem Erzbistum Magdeburg und dem Kloster Fulda.
Elxleben gehörte ab 1370 zum Gebiet der Stadt Erfurt. Ende des 15. Jahrhunderts gehörte der Ort zur Vogtei Walschleben und seit der Verwaltungsreform von 1706 zum Amt Gispersleben. 1802 kam der Ort mit dem Erfurter Gebiet zu Preußen und zwischen 1807 und 1813 zum französischen Fürstentum Erfurt. Mit dem Wiener Kongress kam Elxleben im Jahr 1815 wieder zu Preußen und wurde 1816 dem Landkreis Erfurt in der preußischen Provinz Sachsen angegliedert.
Während der Herrschaft des Nationalsozialismus konnten bis zum Mai 1934 der Arbeiter Oskar Elle und der Maurer Hugo Henning, beide waren Mitglieder der Kommunistischen Partei Deutschlands, Flugblätter verteilen. Sie wurden daraufhin festgenommen und am 9. November 1934 durch das Oberlandesgericht Kassel zu Gefängnisstrafen von 21 bzw. 18 Monaten verurteilt. Ende März 1940 kamen die ersten polnischen Zwangsarbeiter nach Elxleben. 1944 waren eine unbekannte Zahl von Ostarbeitern auf dem Bahnhofsgelände in Kühnhausen untergebracht. Die Baracken wurden vor einigen Jahren aufgrund von Neubebauungen abgerissen. Im Rahmen der Aktion Gitter, einer Verhaftungswelle des NS-Staates gegen ehemalige Abgeordnete, Funktionäre und Mitglieder der Sozialdemokratischen Partei Deutschlands, Kommunistischen Partei Deutschlands und der Zentrumspartei wurden Karl John (Jahrgang 1900), Hugo Köhler (Jahrgang 1894), Emil Striegnitz (1869) und August Carl (1896) verhaftet. Am 22. August wurden sie in das KZ Buchenwald überstellt und bis Mitte September wieder entlassen.
Elxleben wurde um den 10. April 1945 von der US-Armee besetzt, Anfang Juli abgelöst von der Roten Armee. So wurde der Ort Teil der Sowjetischen Besatzungszone (SBZ) und ab 1949 der DDR, er machte – einschließlich Enteignungen und Kollektivierung – alle damit verbundenen gesellschaftlichen Entwicklungen mit.

### Einwohnerentwicklung
| - 1994: 2.218 - 1995: 2.339 - 1996: 2.329 - 1997: 2.375 - 1998: 2.417 - 1999: 2.429 | - 2000: 2.466 - 2001: 2.456 - 2002: 2.430 - 2003: 2.418 - 2004: 2.371 - 2005: 2.373 | - 2006: 2.366 - 2007: 2.340 - 2008: 2.346 - 2009: 2.332 - 2010: 2.300 - 2011: 2.251 | - 2012: 2.243 - 2013: 2.235 - 2014: 2.255 - 2015: 2.245 - 2016: 2.278 - 2017: 2.271 | - 2018: 2.243 - 2019: 2.257 - 2020: 2.271 - 2021: 2.274 |

 Datenquelle: Thüringer Landesamt für Statistik

## Politik

### Gemeinderat
Der Gemeinderat aus Elxleben setzt sich aus 14 Ratsfrauen und Ratsherren zusammen. Die Kommunalwahl am 26. Mai 2019 führte zu folgendem Ergebnis und der daraus folgenden Sitzverteilung:
| Partei / Liste      | Stimmenanteil | Sitze | +/− |
| CDU                 | 50,6 %        | 8     | ± 0 |
| Die Linke           | 12,2 %        | 2     | + 1 |
| SPD                 | 4,9 %         | 0     | − 1 |
| Bürger für Elxleben | 32,4 %        | 4     | ± 0 |

### Bürgermeister
Bei der Bürgermeisterwahl am 22. April 2012 setzte sich Heiko Koch (CDU) gegen zwei Mitbewerber im ersten Wahlgang durch. Er ist seit 1. Juli 2012 im Amt.

### Wappen
Das Wappen wurde am 7. Juli 1995 durch das Thüringer Landesverwaltungsamt genehmigt.
Blasonierung: „Im Wellenschnitt von Silber und Rot gespalten; vorn eine aufrechte schwarze, fünfendige Hirschstange mit Grind, hinten ein mit der Spitze nach oben gerichtetes silbernes Flammenschwert.“
Die Hirschstange nimmt Bezug auf eine Auslegung des Ortsnamens, dessen frühere Schreibweise Elchesleibe war und auf Elch- oder Hirschwald deuten könnte. Ein entsprechendes Bild zeigte auch das frühere Gemeindesiegel. Das silberne Flammenschwert ist das Attribut des St. Michael und steht somit für den Kirchenpatron bzw. die St. Michaeliskirche. Die Wellenteilung schließlich versinnbildlicht den Fluss Gera.
Das Wappen wurde vom Heraldiker Frank Jung gestaltet.

## Kultur und Sehenswürdigkeiten

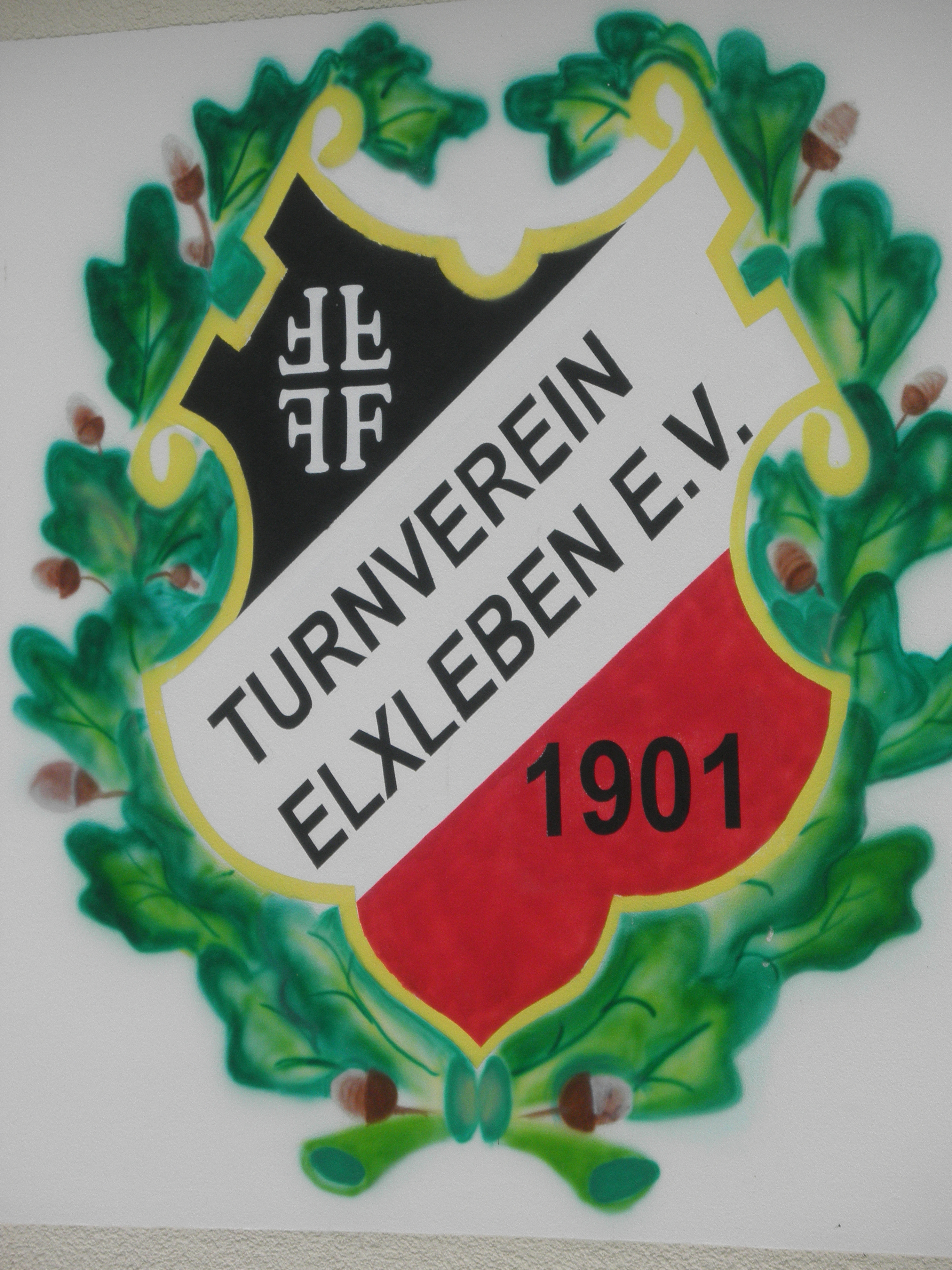
Elxlebener Turnverein, Wappen an einem Sportgebäude

### Sport
In Elxleben existieren zahlreiche sportliche Betätigungsmöglichkeiten. Der Fußballverein TV 1901 Elxleben trägt seine Heimspiele in der 1. Kreisklasse auf dem ortseigenen Sportplatz aus. Darüber hinaus sind diverse weitere Sportvereine angesiedelt, wie z. B. ein Schützenverein (SV Geratal Elxleben), zwei Kampfsportvereine und ein Rennradverein. Neben diesen ehrenamtlichen Sportmöglichkeiten existiert eine gewerbliche Einrichtung im Gewerbegebiet der Ortschaft.

### Regelmäßige Veranstaltungen
Jährlich findet im September eine Kirmes in Elxleben statt.

### Dorfkirche St. Michaelis

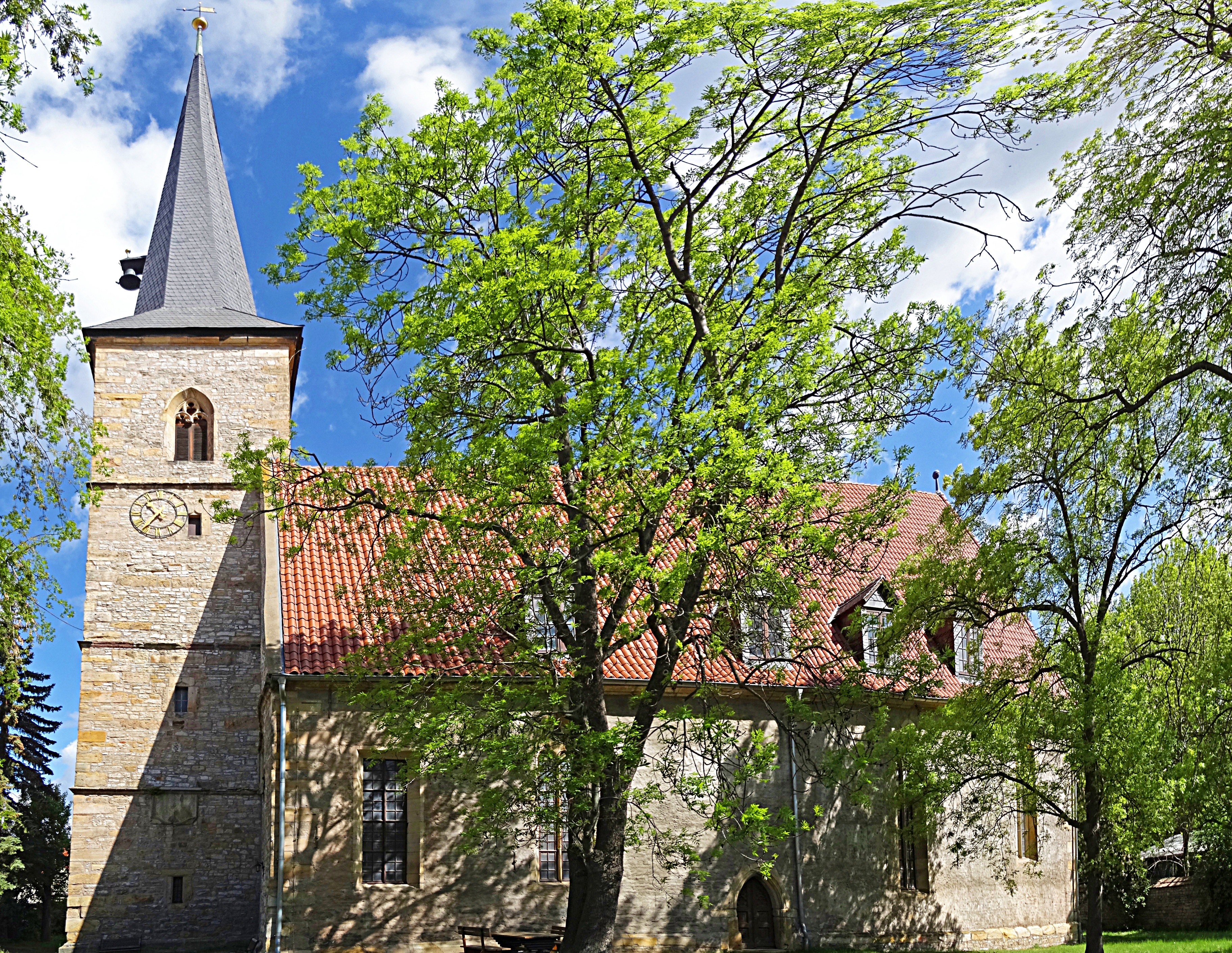
Dorfkirche St. Michaelis

An der Stelle der früheren Johanniskirche entstand der spätgotische Kirchenbau. Das heutige Langhaus stammt von 1576. 1864 wurde die Kirche zuletzt umgebaut. Der Hochaltar mit der Darstellung des Abendmahls schuf Hans Friedemann d. J. 1629. Über dem Piedestal stehen die vier Apostel, flankiert von Moses und Johannes dem Täufer. Aus dem 19. Jahrhundert stammen Kronleuchter und Taufbecken sowie Orgelprospekt und Gotteskasten. Der Turm wurde am 2. August 1587 (Richtfest) an der Westseite des Langhauses errichtet und ist vom „Knopf bis auf den Erdboden“ 15½ preußische Ruthen (58,37 m) hoch (1 Preuss. Ruthe = 3,766 m). Die Turmuhr aus dem 16. Jahrhundert wurde 1990 durch eine funkgesteuerte Anlage ersetzt. Im Turm hängen Glocken unterschiedlicher Ursprungsjahre: die 150 kg schwere c2-Glocke ist von 1908, die a1-Glocke ist von 1675 und wiegt 400 kg, während die fis0-Glocke mit 1250 kg von 1561 stammt. Seit September 2011 verfügt die Kirche über eine vierte, 215 kg schwere Glocke, die dem langjährigen Pfarrer Herbert Voß gewidmet ist. Sie soll die Geburt eines Kindes im Dorf verkünden. An der Westseite des Turms hängt die aus der zweiten Hälfte des 18. Jahrhunderts stammende Schlagglocke, die an dieser Stelle über das alte Dorf mit den drei „Anger“-Straßen ruft.
Ein Schriftband mit den Initialen „V.D.M.I.A.E.“ der bekannten lateinischen Phrase Verbum dei manet in aeternum schmückt den Fenstersturz des zweiten Fensters. Dieser Spruch („Wort Gottes bleibt in Ewigkeit“) ist häufig an evangelischen Kirchen, als Glockeninschrift oder als Devise von Kirchgemeinden zu finden.

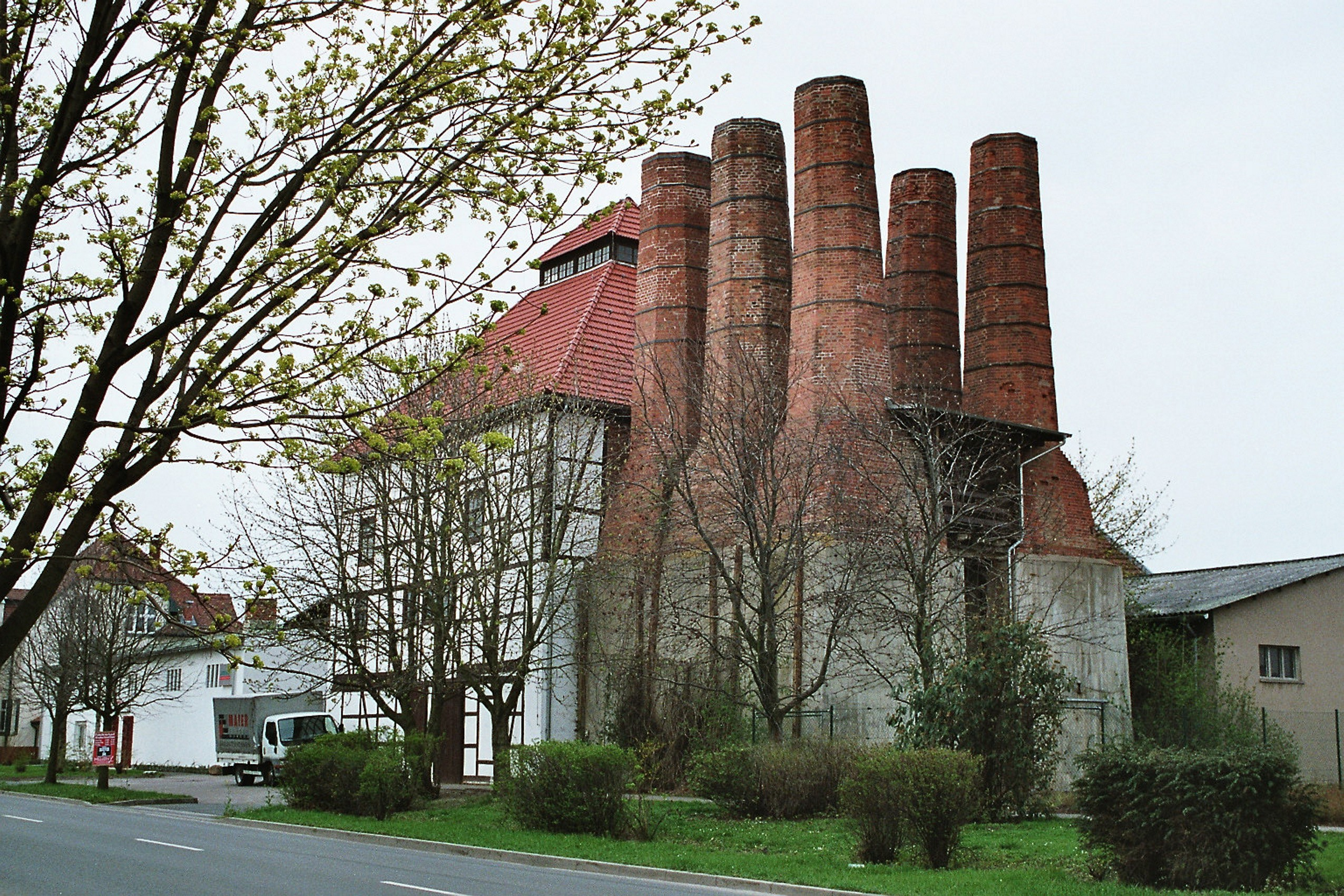
Gipsöfen

### Sparkalk-Öfen
Die ehemaligen vier Sparkalk-Öfen oder Gips-Brandöfen (gegründet 1854) in Elxleben sind ein technisches Denkmal. Sie lieferten Material für Stuck-Fassaden und Stuck-Decken, für die Region und weit darüber hinaus.

## Wirtschaft und Infrastruktur
Elxleben ist ein landwirtschaftlich geprägter Ort. Daneben gibt es westlich des Dorfs größere Gewerbegebiete, in denen verschiedene Unternehmen angesiedelt sind. Positiv wirkt sich hier die gute Verkehrsanbindung und die Nähe zur Landeshauptstadt Erfurt aus.
Elxleben liegt an der Bundesstraße 4, die westlich des Orts verläuft und als vierspurige Schnellstraße ausgebaut ist. Sie verbindet Elxleben mit Erfurt und der Bundesautobahn 71 im Süden und Nordhausen im Norden. Weitere Straßen führen nach Witterda, Kühnhausen und Walschleben. In Elxleben befindet sich ein Bahnhof an der Bahnstrecke Kühnhausen–Bad Langensalza mit Zugverbindungen nach Erfurt im Süden sowie Mühlhausen und Kassel im Nordwesten. Des Weiteren existieren zwei Buslinien nach und von Erfurt und Sömmerda.

## Persönlichkeiten
- Wolfgang Gansert (* 1955), Radrennfahrer bzw. Straßenradsportler, geboren in Elxleben